# アデライダ・ルイズ
アデライダ・ルイズ（英語: Adelaida Ruiz、1993年7月1日 - ）は、アメリカ合衆国のプロボクサーである。現WBC女子世界スーパーフライ級暫定王者。カリフォルニア州ロサンゼルス生まれリンウッド育ちのメキシコ系アメリカ人。

## 来歴
2003年よりアマチュアで活動した後、2017年4月21日にRebecca Light戦でプロデビューし判定勝利。
2021年3月20日、メキシコにてプロ10戦目でソニア・オソリオが持つWBC女子世界スーパーフライ級暫定王座に挑戦するが、1回に偶然のバッティングが起こりオソリオが負傷、2回終了時点で試合続行が不可能になったため引き分けで暫定王座獲得ならず。
2021年9月25日、元IBF女子世界ミニフライ級王者ナンシー・フランコとのWBC女子スーパーフライ級シルバー王座決定戦に挑み、9回KOでシルバー王座獲得
2022年9月8日、コスタリカにてソニア・オサリオが持つWBC暫定王座に1年ぶりの再挑戦を3-0判定で勝利し暫定王座獲得。
2023年3月25日、Maria Esther del Angel Diazとのノンタイトルを1回TKO勝利。
2023年6月2日、元IBF女子世界バンタム級王者マリア・セシリア・ローマンとのノンタイトルを8回KO勝利。
2023年12月9日、マイェラ・ペレスとのノンタイトルを3-0判定勝利。

## 獲得タイトル
- WBC女子スーパーフライ級シルバー王座
- WBC女子世界スーパーフライ級暫定王座（防衛0）